# Мегленорумуни
Мегленоруму́ни, мегленоруму́ни,  мегленовлахи (грец. Βλαχομογλενίτες, рум. Meglenoromâni) — романськомовний народ, який мешкає на півночі Греції та в Республіці Македонія (діаспорні групи - в Туреччині та Румунії).
Мегленорумуни розмовляють мегленорумунською мовою, близькою до румунської, і належать до влахів (волохів).